# Mission d'éducation chinoise

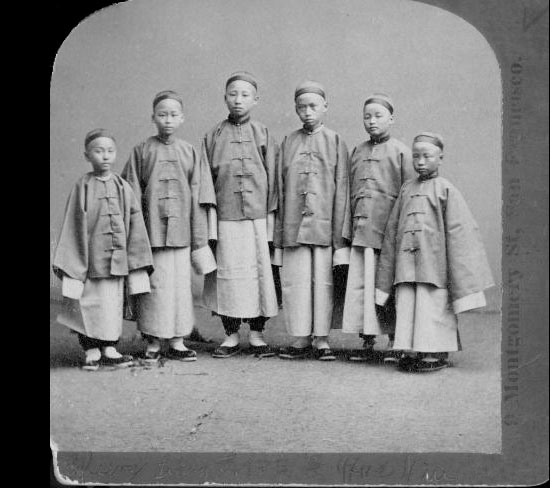
Un groupe de six garçons à leur arrivée en Californie.

La mission d'éducation chinoise (1872–1881) de la dynastie Qing est le nom de l'envoi d'un groupe de 120 étudiants chinois aux États-Unis. Cette tentative est pionnière mais interrompue trop vite.

## Histoire
En 1871, Yung Wing, le premier diplômé chinois de l'université Yale, persuade le gouvernement Qing d'envoyer des groupes de jeunes Chinois étudier les sciences et l'ingénierie occidentales. Après l'accord du gouvernement, il organise ce qui sera connu sous le nom de « mission d'éducation chinoise » qui comprend 120 étudiants, dont quelques-uns n'ont pas 10 ans, envoyer étudier aux États-Unis en 1872. Les jeunes garçons arrivent par sections divisées, sont logés dans des familles américaines de Hartford au Connecticut, et après avoir suivi les cours du lycée, sont envoyés à l'université, en particulier à Yale. Lorsqu'un nouvel officier superviseur prend la direction du projet, il découvre que les garçons ont adopté de nombreuses pratiques américaines, comme le fait de jouer au baseball, et met fin à la mission en 1881. À leur retour en Chine, les garçons sont confinés et interrogés.
L'influent fonctionnaire Huang Zunxian a écrit un poème qui reconnait que les étudiants avaient vécu des vies luxueuses et s'étaient américanisés, mais se lamentait de l'opportunité perdue :
Malheureusement, à l'académie impériale
Les études n'incluent pas les matières occidentales.
Avec cela, et de la promotion des sciences
Dépend aujourd'hui l'avenir de la nation.
Une décennie d'efforts pour former des jeunes
posera les bases d'un siècle de force et de prospérité.
La plupart des étudiants ont réalisé des contributions importantes dans les services civils, l'ingénierie, et les sciences chinoises. Parmi eux se trouvent Tang Shaoyi, Tsai Ting Kan (Tsai Tingkan (en)), et Zhan Tianyou (Jeme Tien Yow).